# José Iván Santiago
José Iván Santiago Rivera, conocido como Chiván, nació el 24 de enero de 1955 en Humacao (Puerto Rico).
Es el director del film puertorriqueño titulado Talento de Barrio, protagonizada por Raymond Ayala, conocido artísticamente como Daddy Yankee. En dicho film, Ayala interpreta el papel de Edgar Dinero, un joven que intenta dejar su pasado delictivo para comenzar una nueva vida como cantante.

## Educación
Santiago cuenta en su experiencia en el exterior (México) y en Puerto Rico con la realización y participación en producciones de cine experimental universitario, producciones tipo off-Broadway, documentales antropológicos, unitarios y series de televisión.
Así mismo participó en la docencia del Centro Universitario de Estudios Cinematográficos (CUEC) de la Universidad Autónoma de México (UNAM) de donde también es egresado y fue becado a estudiar Cinema Verité con Jean Rouch, Vincent Blanchette y Jaques D’ Arthur en Francia.
En el CUEC, Santiago fue discípulo de José Rovirosa Macías, Jorge Ayala Blanco, Marcela Fernández Violante, Jach Lach, Armando Lazo, Ramón Aupart, Mario Luna y Alejandro Gamboa, entre otros destacados cineastas mexicanos.
Santiago es considerado como un integrante de “una de las generaciones más creativas en la historia del CUEC”, según el crítico, historiador y profesor cinematográfico mexicano Jorge Ayala Blanco (La cultura en México, Suplemento Cultural de la Revista ¡Siempre!, México, 1979).
Las producciones cinematográficas Fotonovela (1976), Cualquier cosa (1979) — a la que Ayala Blanco dedicó un capítulo del libro La condición del cine mexicano (1986) donde analiza este y otros filmes que Chiván realizó en colaboración con Douglas Sánchez de Puerto Rico y Daniel da Silveira de Uruguay en el contexto mexicano — y La Tierra de los Tepehuas (Alberto Cortés - 1982), resultaron premiadas, la primera por la Asociación Nacional de Actores de México y las dos siguientes por la Academia de Artes y Ciencias Cinematográficas de México, producciones todas en las que Chiván Santiago participa ya sea como actor principal (Fotonovela), productor, guionista, actor, editor y sonidista (Cualquier cosa), o sonidista (La Tierra de los Tepehuas).
Fotonovela cuenta la historia de Gualberto Rodríguez, un actor de fotonovelas con conciencia social que es manipulado por sus productores y que no tiene control de su entorno; son historias paralelas, la de Gualberto en su búsqueda personal, y la de la historieta que se desarrolla simultáneamente, y revelan episódicamente el conflicto de Gualberto en su vida y su obra.
Cualquier cosa, con un título inspirado en el disco homónimo de Caetano Veloso (Brasil) es una revisión de la misma historia de Fotonovela, más elaborada, más mordaz y con más recursos, con la participación de Jaime Garza como Gualberto, Cecilia Toussaint, Dora Guerra, Salvador Garcini, el poeta Eduardo Milán, Ana Garza, Paco López, y fotografía de Alejandro Gamboa (La primera noche - 1998) y Mario Luna.
El historiador y escritor cinematográfico Tomás Pérez Turrent escribió en el Internacional Film Guide de 1982 (editado por Peter Cowie) lo siguiente sobre la película: «Cualquier cosa demuestra donde está el futuro del cine Mexicano, libre de imperativos industriales». 
La Tierra de los Tepehuas es un documental sobre este grupo étnico y muestra como viven y luchan en las montañas de Veracruz, México. Este documental ganó un Ariel al mejor documental y fue elogiado por su solidaridad con el pueblo Tepehua.

### Laura Lógica
Laura Lógica y ó los avatares del destino (Santiago, 1981, CUEC/UNAM) presenta una irreverente reflexión/incursión cinematográfica al mundo del arte y la música.
Luis Ricardo, de Puebla, México, escribió lo siguiente sobre éste film de Santiago:
«Laura Lógica... ó la película que sabe como a jazz. Laura Lógica (Gisela Iranzo) ensaya con un saxofón y un clarinete de plástico. Duerme, se prepara el desayuno. Ordena su cuarto con la televisión encendida. Mario Menotti (Eduardo Milán, estrábico) vive pensando en Laura y en los músicos negros; mientras que Silvestre Parker es un ídolo musical en Xochimilco, mitad Silvestre Revueltas, mitad Charlie Parker, que canta bonitas canciones rancheras. Cuenta a Laura un recibimiento glorioso del populacho y la inspira a componer un jazz magnífico en sus sueños. Laura Lógica es todo lo que se ha perdido en el cine universitario. Laura Lógica es la libertad plena, el hiperrealismo antes de Chantal Akerman. La recreación de época torpe, la imaginación en negativo de la muerte de Lennon, la guerra civil española en el desierto de los leones. La cámara plantada que observa el despertar en tiempo completo y la vista al exterior de la cocina de Laura, mientras ella checa si ya están cocidas las verduras y le baja a la flama. El sueño de la gloria musical con juguetes. El cine que luce como jazz.»

## Trabajo profesional
- En la década de los 80 y principios de los 90, Santiago trabajó como Camarógrafo, Editor de Noticias, Productor, Guionista y Director de Promociones y Opennigs para programas y comerciales de Tele-Marketing en el Canal 24 de San Juan, Puerto Rico, primer canal boricua dedicado solo a noticias, emulando a CNN.

- En el 1992 Santiago trabaja como Asistente de Producción de En Récord junto a la respetada periodista productora Rosita Marrero para la ASPRO, en WIPR-TV Canal 6, también de San Juan, Puerto Rico.

- Desde 1993 Santiago se desempeña como Supervisor de Producción de WIPR-TV Canal 6 en el Departamento de Producción supervisando Servicios Creativos .

- En la Corporación Santiago ha realizado documentales, además de videos y promociones especiales entre ellos:

- El día Nacional de Bomba y Plena, un recorrido por los barrios de Ponce durante tres días de fiesta musical, con fotografía de José I. Corraliza Juan Rafael Nieves, documental musical que recibió un reconocimiento de las Autoridades Municipales de Ponce durante la administración de “Churumba” Cordero y que formaría parte de la colección permanente del Museo de Música de la ciudad sureña de Puerto Rico Ponce, segunda ciudad más importante.

- Conoce a Puerto Rico con Menudo, que nos muestra lugares de interés históricos y turísticos de Puerto Rico acompañados de números musicales del juvenil grupo.

- Del África al Caribe, una charla sobre las raíces musicales africanas en el Caribe basada en la investigación del Percusionista Raúl Berríos y donde se expone el concepto de Clave Tres. Este último documental fue dirigido por Jesús Burgos y Santiago.

- "Contender 2009 : THE DOCUMENTARY" Documental "Verité" (2010)que nos presenta como se desarrolla el Tríalo Contender en el municipio de Loíza, dirigido por Santiago y con videografía de Juan R. Nieves, José I. Corraliza, Carlos Navarro y Carlos Castro cuenta con testimonios y como los eventos del día informan y muestran en que consiste este exigente deporte.La Dirección y el Montaje son de Santiago Rivera,la Edición de Emilio Rivera y Santiago Rivera. Productor Ejecutivo Ray Cruz, Productor Asociado Romi Gónzales.

## Talento de Barrio
En el año 2004, Santiago dirige su primer largometraje, Talento de Barrio, producido y estelarizado por Daddy Yankee. Resulta el film boricua más taquillero en el 2008, año de su estreno en Puerto Rico, aplaudido por la crítica de Puerto Rico por su novel estilo:

### Alexis Sebastián Méndez, Primera Hora,Luce todos sus quilates, 14 de agosto de 2008
"Sería muy fácil subestimar a Talento de barrio y tratarla con indiferencia, como un mero producto para capitalizar en la acogida popular del género musical del Reggaeton. Pecando de ese mismo prejuicio, asistí a ver la película más por obligación de este oficio que por interés personal. Para mi sorpresa – y creo que será la de muchos - la película de Daddy Yankee no es solamente una gran película, sino una de las mejores producciones puertorriqueñas que se han filmado... el tratamiento del tema, acomodado en el ambiente de los caseríos de Puerto Rico y el fenómeno de reggaeton resulta efectivo y excelentemente desarrollado, principalmente a la buena ejecución de fotografía y edición y, sobre todo, en las actuaciones del elenco..."
"Varias figuras del mundo del reggaeton tienen papeles importantes con actuaciones sobresalientes, lo cual habla muy bien del trabajo del director así como del talento amplio de estos artistas. Hay que destacar a TNT como “Wichy”, el mejor amigo del protagonista, y a Maestro, un productor musical que se luce como el villano del filme."

### Juanma Fernández-París,El Nuevo Día
"Quienes estaban esperando por Talento de Barrio para ver a Daddy Yankee tropezar y arriesgar su carrera tendrán que morderse un ojo. El filme está muy lejos de ser chatarra fílmica como Glitter o Shangai Surprise. Sorprendentemente, el filme tampoco aspira seguir el modelo de 8 Mile o Get Rich or Die Trying, que explotaron los orígenes de Eminem y 50 Cent... Las ambiciones artísticas del filme lo colocan dentro del género de gángsters. La trama parece ser una fusión de elementos de Scarface, Carlito’s Way y Menace 2 Society, con momentos en que esto funciona y otros en que no. Afortunadamente para el público, la mayoría del filme cae en la primera categoría."

### Entrevista a José Iván Santiago realizada por Yomaris Rodríguez para El Vocero, abril de 2005
"Esta película en cierto modo tiene convergencia de estilos. Por un lado lo mejor del equipo técnico y humano de cine en Puerto Rico y por el otro jóvenes que nunca han actuado pero que son muy espontáneos porque tienen talento. En ese sentido hay un margen de creación y de improvisación porque están aportando sus vivencias"
"He quedado más que sorprendido. Tanto Maestro, como TNT, TNB y Yankee están luciendo muy bien en la cámara, enriqueciendo los personajes y las líneas que escribieron Angel Sanjurjo y George Rivera. Todos son revelaciones del año, aunque TNT ya tiene experiencia en cine. Pero Yankee me ha sorprendido con el dominio que tiene en escena y como proyecta; tiene un don especial. Maestro, la contrafigura de Yankee, también es espontáneo y dispone de una soltura que se ve increíblemente bien", apuntó.
Santiago describe la historia como sencilla e imaginaria, "pero con elementos de la vida real, de las cosas que estos cantantes han visto, de su vida cotidiana, de un sector de la población del país de donde sale la mayoría de los intérpretes del reggaetón, que son los caseríos y los barrios".
Al igual que varios de los talentos, Santiago también debuta de cierta manera, pues aunque dispone de experiencia cinematográfica, Talento de Barrio será el primer largometraje en 35 milímetros bajo su dirección. Para cumplir con esta encomienda se tomó una licencia de un año sin sueldo de su posición como Supervisor de Servicios Creativos de la Corporación de Puerto Rico para la Difusión Pública, la cual desempeña desde 1993.
"Estaba pidiéndole a Dios que me dejara hacer una película y creía que no se daría. Así que no lo pensé dos veces cuando me llamaron para dirigirla. Este trabajo es colectivo y hasta ahora hemos tenido una compenetración donde los acuerdos surgen casi espontáneos. El coeficiente de eficacia de una persona es inversamente proporcional a su jactancia. Lo que quiero decir es que si todos nos ponemos a jactarnos de nuestro ego el proyecto se atrasa, y todos lo han dejado a un lado para aportar a la película porque amamos el cine 100 por ciento", enfatizó sobre el compromiso del grupo con el proyecto. 
De otra parte, aprovechó para realzar la dirección fotográfica de Leslie Colombani, hijo, en la filmación. "Es el mejor iluminador del país actualmente. Es su debut y el ‘crew’ (equipo) está apoyándolo y retribuyéndole todos los años de cariño que le ha dado a la industria. Está haciendo un trabajo excelente desde el punto de vista creativo, por lo cual la película va a tener dos tipos de imágenes fotográficas".

### Colaboradores
Talento de Barrio contó con la Producción Ejecutiva del veterano Leslie Colombani (padre), que trabajó en la Primera versión de Lord of the Flies (1963 Dir. Peter Brook) y gerente de Producción en Dios Los Cría (1979 Dir.Jacobo Morales), la colaboración de Mariella Navarro, montaje de Mariem Pérez (Maldeamores 2007 Dir. Carlos Pérez y Mariem Pérez), la asistencia en dirección de Edgar Soberón Torchía (Panamá)(que colaboró extensamente en la primera etapa del rodaje, incluyendo la reescritura del guion), Coleen Comer (miembro del Directors Guild of America), Juan Esteban Suárez,(DGA también y oriundo de P.R), y en su posproducción con Antonio Betancourt, entre otros profesionales de la incipiente industria de cine puertorriqueña.
- Datos: Q5940677